# 海遊文化館

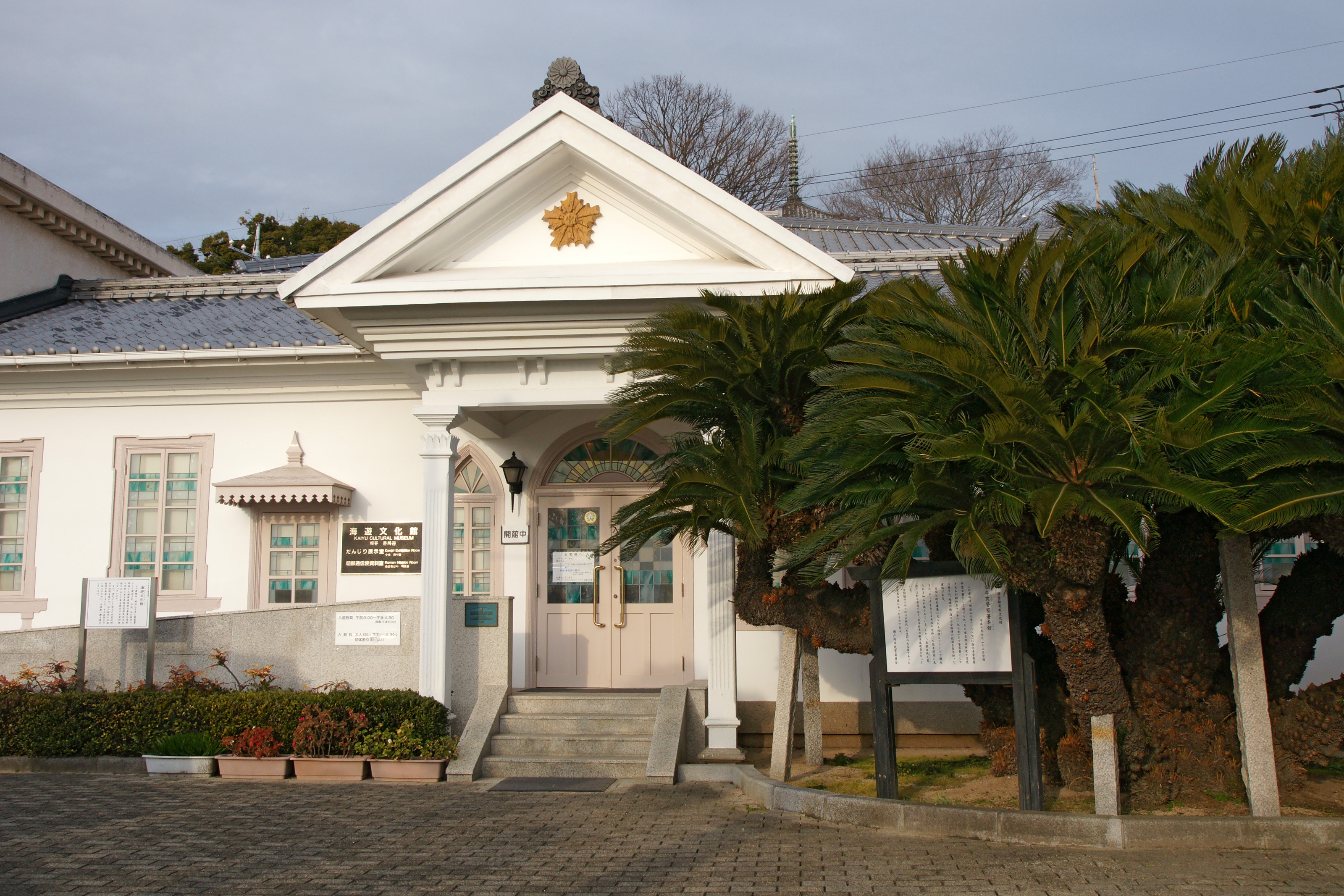
南側正面玄関。ソテツは大庄屋奈良屋の庭から移植したもので樹齢は150年を超える。

海遊文化館（かいゆうぶんかかん、Kaiyu Cultural Museum）は岡山県瀬戸内市にある博物館。古代より風待ち潮待ちの港町として栄えた牛窓の歴史と文化を紹介する施設である。

## 概要
館施設は、1887年（明治20年）に岡山県警察西大寺警察署牛窓分署として竣工し、1977年（昭和52年）まで牛窓警察署本館として使用されていた擬洋風建築である。
館内には江戸時代、牛窓に寄港した朝鮮通信使と、牛窓に伝わる船型だんじりに関する資料が主として展示されている。
2018年（平成30年）3月24日に牛窓港一帯はみなとオアシスの登録をしていて、当館はみなとオアシス牛窓を構成する施設の一である。

## 主な展示
- だんじり展示室
  - 中浦だんじり - 1866年製作、麒麟頭船形、県指定重要有形民俗文化財
  - 沖だんじり - 1875年製作、龍頭船形、県指定重要有形民俗文化財
- 朝鮮通信使資料室
  - 唐子踊（県指定重要無形民俗文化財）人形

## 建築概要
- 設計 - 香川真一ほか（建築委員）
- 竣工 - 1887年（明治20年）
- 構造 - 木造、平屋建、桟瓦葺、和小屋組
- 建築面積 - 247m2
- 所在地 - 岡山県瀬戸内市牛窓町牛窓3056
- 国の登録有形文化財（1998年7月23日登録）

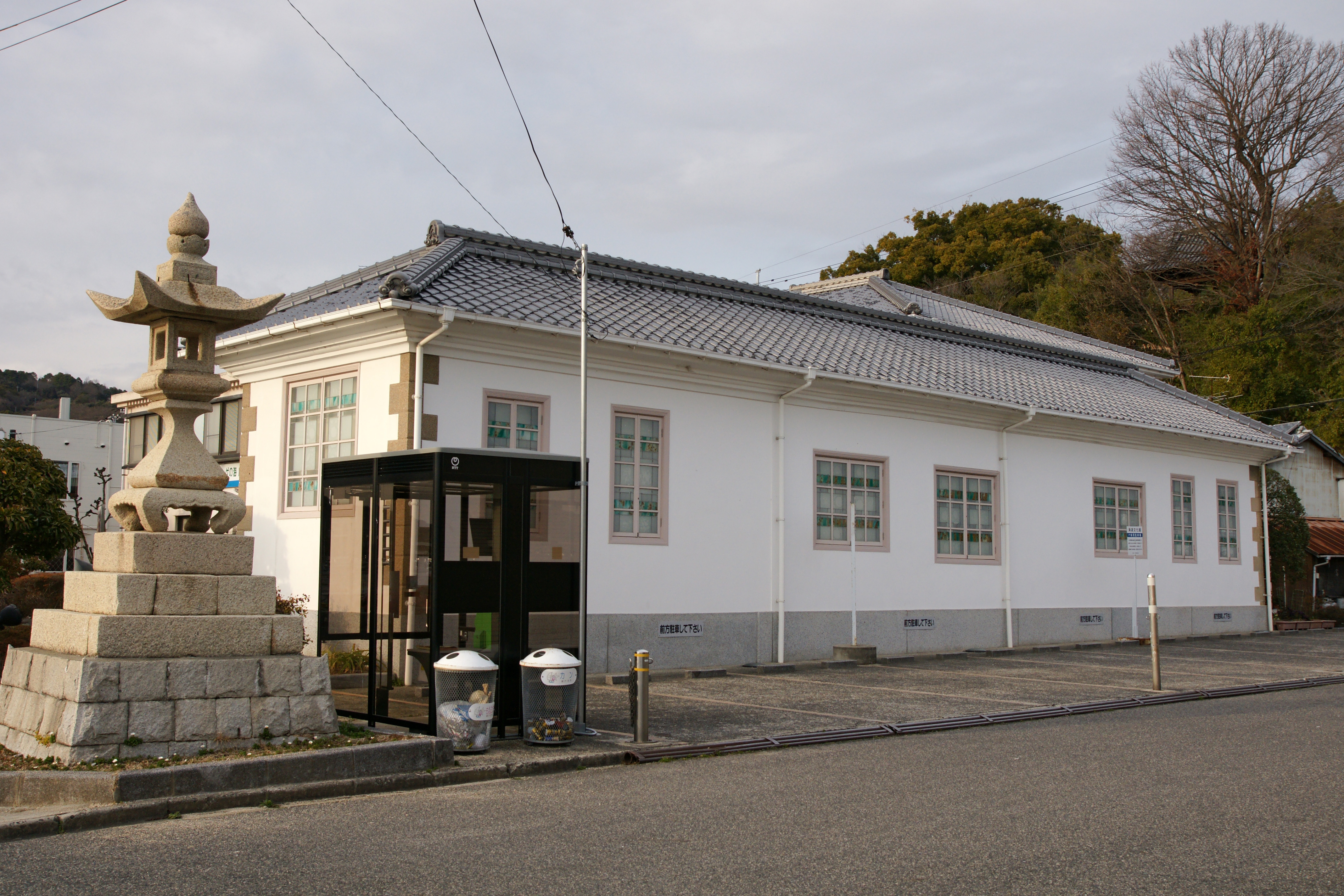
東側面
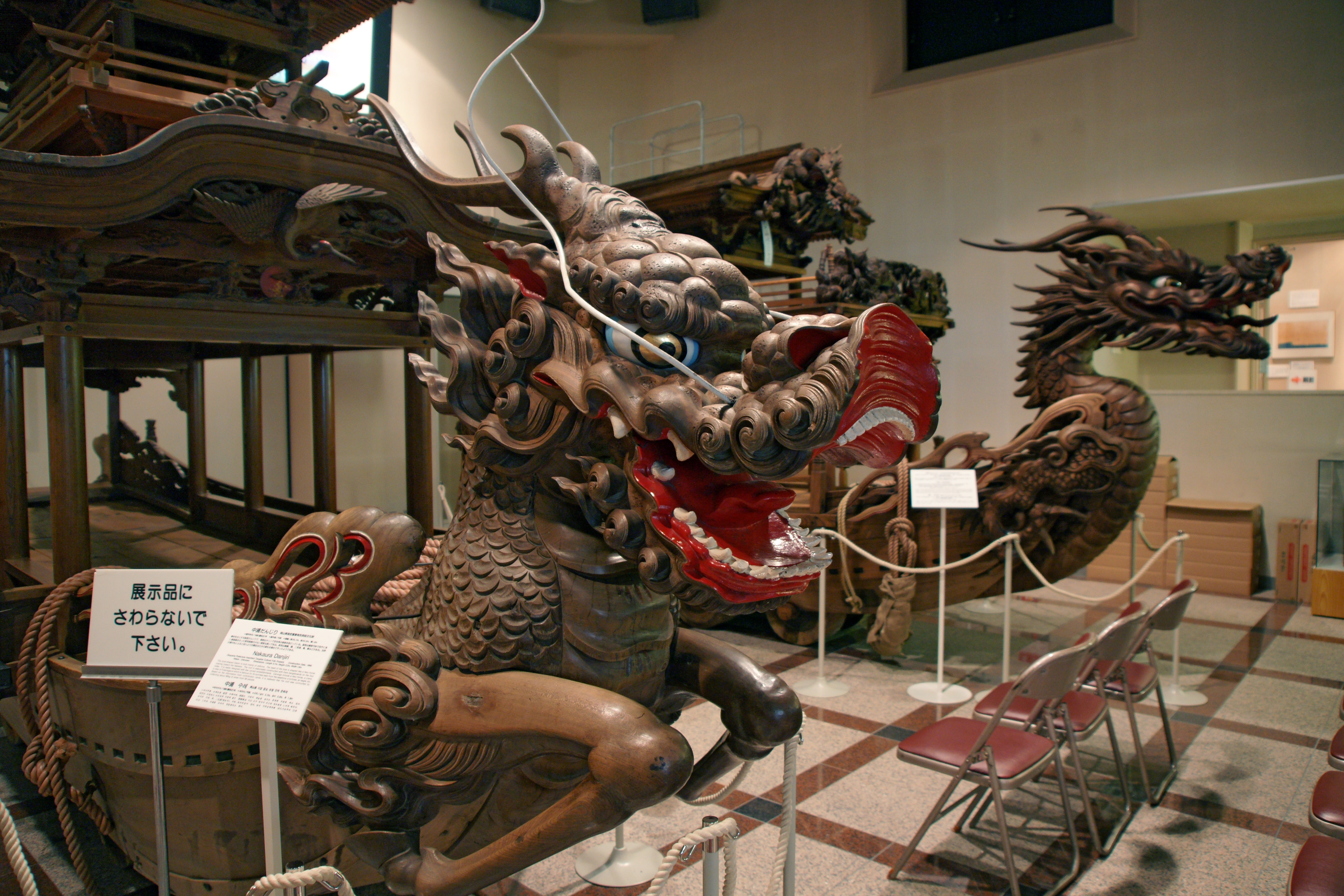
だんじり展示室

## 利用情報
利用時は外部リンクを参照されたい。
- 開館時間 - 9：00～17：00
- 休館日 - 水曜日（祝日の場合は翌日、7・8月は無休）
- 入館料 - 大人300円、子供150円

## 交通アクセス
- JR赤穂線 邑久駅から両備バスで20分、「本蓮寺下」下車、徒歩1分